# Si j'étais président (chanson)
Pistes de La Clairière de l'enfance
Poussière de lune
(11) J'habite une petite maison
(13)
Si j'étais président est une chanson de Gérard Lenorman parue sur son album La Clairière de l'enfance et sortie en single en 1980.
En France, la chanson a atteint un statut culte.
Dans cette chanson, le jeune chanteur imagine ce qu'il ferait s'il était président de la République française. Il énumère les mesures naïves qu'il prendrait pour faire plaisir aux enfants.
La chanson est apparue à une époque de crise économique. Lenorman avait 35 ans.

## Composition
Lenorman a co-écrit cette chanson avec Pierre Delanoé.

## Classements
| Classement (1980)         | Meilleure position |
| ------------------------- | ------------------ |
| Pays-Bas (Single Top 100) | 28                 |

## Reprises
La chanson a été reprise par de nombreux artistes, dont Kids United.